# Hội Doanh nghiệp Hàng Việt Nam chất lượng cao
Hội Doanh nghiệp Hàng Việt Nam chất lượng cao, đôi khi viết tắt là Hội DN HVNCLC, là tổ chức xã hội nghề nghiệp phi chính phủ phi lợi nhuận của những doanh nghiệp quan tâm đến lĩnh vực "hàng Việt Nam chất lượng cao" tại Việt Nam .
Hội Doanh nghiệp Hàng Việt Nam chất lượng cao thành lập tháng 4/2010. Tiền thân của hội là CLB Doanh nghiệp Hàng Việt Nam chất lượng cao, thành lập tháng 4/2001 nhân lễ khai mạc Hội chợ Hàng Việt Nam chất lượng cao tại Thành phố Hồ Chí Minh.
Trụ sở Hội đặt tại địa chỉ 60/2 Lý Chính Thắng, phường 8, Quận 3, Thành phố Hồ Chí Minh .

## Mục tiêu
Hội quan tâm kết nối với các "chương trình Hàng Việt Nam Chất lượng cao", trong đó "hàng Việt" được coi là hàng tiêu dùng hoặc dịch vụ do người Việt thực hiện là chủ yếu. Chương trình nổi bật vừa qua là chương trình theo sáng kiến của báo Sài Gòn Tiếp Thị bắt đầu từ năm 1997, và nay phát triển thành tiêu chí hội nhập, trước mắt ở từng ngành hàng như thực phẩm 

## Các sự kiện đáng chú ý

### Sự kiện hàng năm
Hàng năm Hội tổ chức "Lễ công bố doanh nghiệp đạt danh hiệu Hàng Việt Nam chất lượng cao" của năm, thường trong quí 1.
"Lễ công bố 524 doanh nghiệp đạt danh hiệu Hàng Việt Nam chất lượng cao 2019" được Hội tổ chức vào tối ngày 20/2/2019 tại Thành phố Hồ Chí Minh, với sự tham dự của Bộ trưởng Bộ Khoa học và Công nghệ Chu Ngọc Anh .
Điều không rõ là "524 doanh nghiệp" này là chọn từ các hội viên của Hội, những thành viên có đóng phí hội, hay là từ "toàn Việt Nam".
Vào tháng Ba các năm sau, vẫn là con số 524 doanh nghiệp "đạt danh hiệu Hàng Việt Nam chất lượng cao", ví dụ năm 2022.

### Asanzo và cáo buộc "đội lốt hàng Việt", 2019
Đầu năm 2019 báo Tuổi Trẻ sau quá trình điều tra đã công bố rằng "Tập đoàn Asanzo đã nhập hàng điện tử gia dụng của Trung Quốc và cung cấp 'đội lốt' hàng Việt ra thị trường" .
Sau đó Hội Doanh nghiệp Hàng Việt Nam chất lượng cao cho biết đã tước quyền sử dụng nhãn hiệu chứng nhận "Hàng Việt Nam chất lượng cao" đối với doanh nghiệp Asanzo ngay sau bài báo điều tra của Tuổi Trẻ về hàng điện tử gia dụng thuộc doanh nghiệp này .
Trong cuộc làm việc với báo chí ở nhà máy Asanzo, Chủ tịch Phạm Văn Tam đã bác bỏ những cáo buộc trên báo Tuổi Trẻ và một số tờ báo khác, khẳng định những quy kết "cạo tem Trung Quốc, dán tem Việt Nam", "nhập hàng Trung Quốc, đội lốt hàng Việt Nam" là thông tin sai sự thật. Ông cũng khẳng định việc gắn nhãn "made in Vietnam" (sản xuất tại Việt Nam) là đúng luật. Ngoài ra, ông so sánh với các hàng điện tử khác trong và ngoài nước và cho rằng việc nhập linh kiện từ nước ngoài là phổ biến trên thế giới, đa số các hàng điện tử của các nước phát triển đều không dùng linh kiện nội địa.